# 西安市第八十五中学
西安市第八十五中学是一所位于陕西省西安市南郊的中学。2012年7月，学校被授予“陕西省普通高中示范学校”称号。学校也是西北地区唯一受过国务院嘉奖令的省级示范高中。

## 历史
学校始建於1950年，其前身为西安工农速成中学，后改名为陕西师大第二附中（陕西师大第一附中为现陕西师范大学附属中学），1971年改为现名。

## 争议
对前任校长刘忠建（2007.8-2015.1），存在大量争议。有报道指出，在刘忠建担任校长期间，存在用车腐败、用人腐败、公款旅游、招生腐败、工程腐败、治校无方等问题，同时大搞人际关系。教职工和学生家长颇有微词。刘忠建现已于2015年1月调任西安市第八十三中学校长。

## 知名校友
第十八届中央委员，黑龙江省委副书记、省长，省政府党组书记陆昊毕业于西安市第八十五中学，在校期间曾担任学校排球队主力二传手，排球队队长。也是当时西安市唯一的中学生党员，同时也是西安市团委唯一的中学生委员，后被保送至北京大学。
洛杉矶奥运会担任中国代表团旗手、篮球运动员、篮球教练王立彬曾就读于西安市第八十五中学。